# Arminianisme

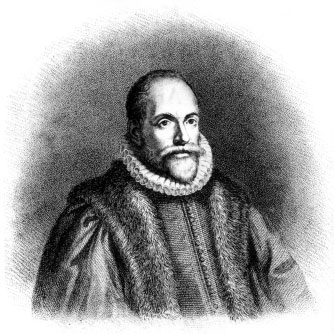
Jacobus Arminius, fundador de la doctrina arminianista.

L'arminianisme és una doctrina teològica cristiana fundada per Jacobus Arminius a l'Holanda de començaments del segle xvii, a partir de la impugnació del dogma calvinista de la doble predestinació.
Sustenta la salvació en la cooperació de l'home amb la gràcia divina a través de la fe. Enfront del concepte calvinista de predestinació (o “elecció”) incondicional, l'arminianisme ensenya que la predestinació s'ha basat en la omnisciència de Déu, qui té el coneixement previ de qui creurà i qui no creurà en Crist; la voluntat de l'home, per assistència divina, és feta lliure per creure o rebutjar a Crist. Després de la mort d'Arminius (en 1609), els seus principis es van formular en el manifest de cinc punts Remonstrans, publicat en 1610 (pel que els seus seguidors també van passar a denominar-se “remonstrants”).

## Detalls històrics
En 1618 l'arminianisme va ser condemnat pel sínode de Dort o de Dordrecht, convocat a instàncies del estatúder d'Holanda Maurici de Nassau, que recolzava als calvinistas intransigents i monàrquics (Franciscus Gomarus i els denominats “gomaristes” o “contrarremonstrants”). Johan van Oldenbarnevelt i altres dirigents principals de l'arminianisme van ser llavors executats, mentre que molts altres, entre els quals es trobaven Hugo Grotius i Simón Episcopius, van haver d'exiliar-se.
La teologia arminiana va contribuir a l'aparició del Metodisme a Anglaterra. No tots els predicadores metodistes del segle xviii van ser arminians, però sí la major part, com el propi John Wesley.

## Controvèrsies entre arminians i gomaristes
Arminius afirmava fermament la necessitat de la gràcia de Déu per a la redempció de tot ésser humà, però considerava que la gràcia pot ser rebutjada per l'home en el seu lliure albir. l'arminianisme s'oposa a la postura calvinista, on aquesta última ensenya que alguns estan predestinats per a salvació i uns altres per a perdició. Arminius considerava que l'expiació de Crist és per tots i no només per a alguns triats, encara que no tots l'accepten i, per tant, no reben els seus beneficis. Per tant, segons els arminians és possible “caure de la gràcia” i no és correcte pensar que els que ja van rebre la gràcia mai es perdran. El calvinisme sosté que: “Ja sent salvat l'individu, sempre salvat”.
l'arminianisme ensenya que la destitució de Déu per causa de la rebel·lió és possible malgrat haver estat part de la seva institució.

La posició arminianista comença des de la perdició i separació de Déu, del mateix Luzbel (el diable). Havent estat ell un querubí, ocupant el més alt rang angelical, posat sobre els àngels creats, coneixent a Déu íntimament, havent estat part del seu regne per mil·lennis, no obstant, decideix pel seu lliure albir rebel·lar-se contra el Creador. Ell juntament amb els àngels que li van seguir, van ser destituïts de la glòria de Déu. Adam, havent estat creat i criat per Déu mateix fins a certa edat, quan ell ja va poder valer-se per si només, juntament amb Eva la seva dona, decideixen per aquesta llibertat atorgada menjar del fruit prohibit, portant sobre sí i sobre la humanitat el pecat i la destitució. El poble jueu va ser alliberat de l'esclavitud d'Egipte, la qual cosa tipifica ser alliberat del pecat. No obstant això, per les seves tendències pecaminosas no van heretar la terra promesa. Només Caleb i Josué amb els seus i la segona i tercera generació de jueus va entrar en ella. L'argument més poderós de l'arminianisme, sens dubte, és el següent: “Si un nombre predeterminat d'éssers humans ja estava predeterminat per a salvació, la vinguda de Jesús, el Fill de Déu, no hagués estat requerida”. El passat, present i futur són simultanis per a Déu. Ell en la seua omniscència ja sap qui van aconseguir entrar en La seva presència, però nosaltres els homes no. Per tant, no podem determinar qui qualifiquen i qui no.
| «                 | Doncs parlant paraules inflades i vanes, sedueixen amb concupiscències de la carn i dissolucions als que veritablement havien fugit dels que viuen a error. Els prometen llibertat, i són ells mateixos esclaus de corrupció. Perquè el que és vençut per algun, és fet esclau del que ho va vèncer. Certament, si havent-se ells escapat de les contaminacions del món, pel coneixement del Senyor i Salvador Jesucrist, embullant una altra vegada en elles són vençuts, el seu darrer estat ve a ser pitjor que el primer. Perquè millor els hagués estat no haver conegut el camí de la justícia, que després d'haver-ho conegut, tornar enrere del sant manament que els va ser donat. Però els ha esdevingut el del veritable proverbi: El gos torna al seu vòmit, i la truja rentada a rebolcar-se en el fang. | » |
| — 2 Pere 2:18-22. | |   |

Tots vam ser predestinats per a la salvació, és a dir, amb l'objectiu de ser salvats. Però això no vol dir que necessàriament tots serem salvats, perquè encara que Déu ens predestinà per a la salvació, també ens va donar llibertat per salvar-nos o perdre'ns: el lliure albir.
Denominacions arminianes són les diferents Esglésies metodistes (Església Metodista Episcopal, Església Metodista Unida, Església Metodista Lliure), l'Església del Natzaré, l'Església Adventista del Setè Dia, l'Església Wesleyana, l'Església de Déu, la majoria de les Esglésies pentecostals, l'Església Internacional de l'Evangeli Quadrangular, les Esglésies de Crist, les Assemblees de Déu, i unes altres del moviment restauracionista (menonites en la seva majoria). Molts anglocatólics (com a C.S. Lewis), així com l'Església copta, l'Església catòlica i l'Església ortodoxa creuen en la llibertat de la voluntat humana i que tota persona té la possibilitat de rebre salvació i que, una vegada que rep la salvació, també la pot perdre.
Cal anotar igualment que quan es parla de perdre la salvació, no és perquè Déu l'arrabassa novament després d'haver-la atorgat en Jesús, sinó que és el mateix home qui la rebutja una vegada que trenca la seva comunió amb Déu a través del pecat.

## Els Cinc Punts de l'arminianisme
Els cinc articles de l'arminianisme són la part final d'un ampli document elaborat el 1610 pels seguidors de Jacobus Arminius (1560-1609). "Remonstrans" és literalment "una expressió d'oposició o protesta", que en aquest cas va ser una queixa contra la doctrina calvinista de la predestinació que figura a la confessió belga. Per aquest document, als seguidors d'Arminius que van redactar aquesta protesta es va donar el nom de "Remonstrants" o "querellants".
1.- Lliure albir o habilitat humana. Encara que la naturalesa humana va ser seriosament afectada per la caiguda, l'home, no obstant això, no ha perdut del tot la seva capacitat espiritual. Déu en la seva gràcia capacita al pecador a fi que per la seva pròpia voluntat es penedeixi i crea. Cada pecador té lliure albir i la seva destinació eterna depèn de com ho usi. La llibertat de l'home consisteix a poder escollir el ben i rebutjar el mal en l'esfera de l'espiritual; la seva voluntat no està esclavitzada a la seva naturalesa pecaminosa. El pecador pot: o cooperar amb l'Esperit de Déu i ser regenerat o resistir la gràcia de Déu i perdre's per sempre. El pecador necessita l'ajuda de l'Esperit però no ha de ser regenerat per l'Esperit abans que pugui creure, ja que la fe és un acte de l'home i precedeix al nou naixement. La fe és el do del pecador a Déu; és el que l'home contribueix a la salvació.
2.- Elecció condicional. El que Déu hagi escollit a certs individus per a salvació abans de la fundació del món es deu al fet que Déu va veure per endavant que aquests individus haurien de respondre a la seua crida. Déu va escollir només a aquells que ell va veure per endavant que creurien en l'evangeli de la seva pròpia voluntat. Les obres futures d'aquests individus determinen, per punt, l'elecció. La fe que Déu va veure per endavant i sobre la qual va basar la seva elecció no va ser impartida per l'Esperit Sant, sinó que va sorgir de la voluntat de l'home mateix. Pertany a l'home, per punt, la prerrogativa de qui ha de creure i qui ha de ser escollit per a salvació. Déu va escollir només a aquells que ell sabia havia d'escollir a Crist i no l'elecció del pecador per part de Déu.
3.- Redempció universal o expiació general. L'obra redemptora de Crist va brindar a tots els homes l'oportunitat de ser salvats però no va garantir la salvació de cap. A pesar que Crist va morir per tots els homes, només els que creuen en ell són salvats. La seva mort va fer possible el que Déu pogués perdonar als pecadores sempre que aquests creguessin, però no va esborrar els pecats de cap. La redempció en Crist és eficaç només si l'home decideix acceptar-la.
4.- L'Esperit Sant pot ser resistit eficaçment. L'Esperit crida de manera especial a aquells que mitjançant l'evangeli són cridats de manera general; Ell fa tot el que pugues per portar a cada pecador a la salvació. L'anomenat de l'Esperit, 
no obstant això, pot ser resistit, ja que l'home és lliure. L'Esperit no pot regenerar al pecador fins que aquest crea; la fe (que és el que l'home contribueix) precedeix i fa possible el nou naixement. El lliure albir, per tant, limita a l'Esperit en l'aplicació de l'obra redemptora de Crist. L'Esperit Sant pot portar a Crist només a aquells que l'hi permetin. L'Esperit no pot impartir vida fins que el pecador respongui. La gràcia de Déu, per tant, no és invencible; pot ser, i moltes vegades és, resistida i frustrada per l'home.
5.- El caure de la gràcia o el perdre la salvació. Els que creuen i són veritablement salvos, poden perdre la seva salvació per no perseverar en la fe. No tots els arminians han estat d'acord en aquest punt: alguns han sostingut que els creients estan eternament salvos en Crist (que una vegada el pecador és regenerat, mai pot perdre's).
| Creences protestants sobre la salvació                                                         | | | |
| Aquesta taula resumeix les opinions clàssiques de tres Creences protestants sobre la salvació. | | | |
| Tema                                                                                           | Calvinisme | Luteranisme | Arminianisme |
| Voluntat humana                                                                                | Depravació total: La humanitat posseeix el "lliure albir", però està en esclavitud del pecat, fins que es "transforma". | Pecat original: La humanitat posseeix el lliure albir pel que fa als "béns i possessions", però és pecador per naturalesa i no pot contribuir a la seva pròpia salvació. | Depravació total: la humanitat posseeix la llibertat de la necessitat, però no la "llibertat del pecat" tret que ho permeti "gràcia prevenient". |
| Eleccions                                                                                      | Eleccions incondicionals.                                                                                               | Elecció incondicional. | Elecció condicional en vista de la fe o la incredulitat prevista.                                                                                |
| Justificació i expiació                                                                        | Justificació per la fe solament. Diverses opinions sobre l'abast de l'expiació.                                         | Justificació per a tots els homes, completada a la mort de Crist i efectiva mitjançant només la fe.                                                                      | La justificació va fer que fos possible per a tots mitjançant la mort de Crist, però només es va completar escollint la fe en Jesús.             |
| Conversió                                                                                      | Monergística, per mitjà de la gràcia, irresistible.                                                                     | Monergística, a través dels mitjans de gràcia, resistible. | Sinèrgica, resistible per la gràcia comuna del lliure albir.                                                                                     |
| Perseverança i apostasia                                                                       | Perseverança dels sants: els eternament elegits en Crist certament perseveraran en la fe.                               | La caiguda és possible, però Déu dona assegurança de l'evangeli. | La preservació està condicionada a la fe continuada en Crist; amb la possibilitat d'una apostasia.                                               |